# Somma Vesuviana
Somma Vesuviana est une ville italienne de la ville métropolitaine de Naples, dans la région Campanie.

## Administration
| Période                                  | Période | Identité         | Étiquette | Qualité |
| ---------------------------------------- | ------- | ---------------- | --------- | ------- |
| 2008                                     | 2013    | Allocca Raffaele | PDL       |         |
| Les données manquantes sont à compléter. |         |                  |           |         |

### Hameaux
Somma, Mercato Vecchio, Casamale, Rione Trieste, Santa Maria del Pozzo, San Sossio.

### Communes limitrophes
Brusciano, Castello di Cisterna, Ercolano, Marigliano, Nola, Ottaviano, Pomigliano d'Arco, Sant'Anastasia, Saviano, Scisciano.